# Gemini 12
Gemini 12 (GT-12) fu l'ultima missione a volare nello spazio con equipaggio nel corso del programma Gemini degli Stati Uniti d'America.

## L'equipaggio
Poco dopo l'atterraggio di Gemini 9, il 17 giugno 1966 la NASA annunciò che l'equipaggio di riserva per questa missione sarebbe volato con il prossimo volo disponibile: la missione conclusiva del programma Gemini Gemini 12.
Comandante della missione venne nominato James A. Lovell, che con Gemini 7 aveva raggiunto il record di permanenza durante un volo nello spazio. Gli venne affiancato Edwin Aldrin, astronauta alla sua prima esperienza nello spazio.
L'equipaggio di riserva era composto da Gordon Cooper, astronauta del programma Mercury ed Eugene Cernan, entrambi già volati nello spazio rispettivamente con Mercury-Atlas 9 e Gemini 5 il primo e Gemini 9 il secondo.
L'astronauta Stuart Roosa operò durante la fase di lancio come radiofonista di contatto con la capsula (Capcom) svolgendo il suo lavoro direttamente da Cape Kennedy. Pete Conrad e William Anders assunsero tale ruolo operando dal centro di controllo di Houston, Texas.

## Preparazione
Come per le precedenti missioni Gemini venne previsto che Gemini 12 si agganciasse ad un satellite precedentemente lanciato nello spazio nonché venissero eseguite diverse operazioni extraveicolari.
La capsula Gemini venne consegnata a Cape Kennedy il 6 settembre, mentre il razzo vettore del tipo Titan venne assemblato sulla rampa di lancio il 19 settembre. Infine, il 23 settembre, l'assemblaggio venne concluso con il montaggio della capsula in punta al razzo vettore.

## Missione

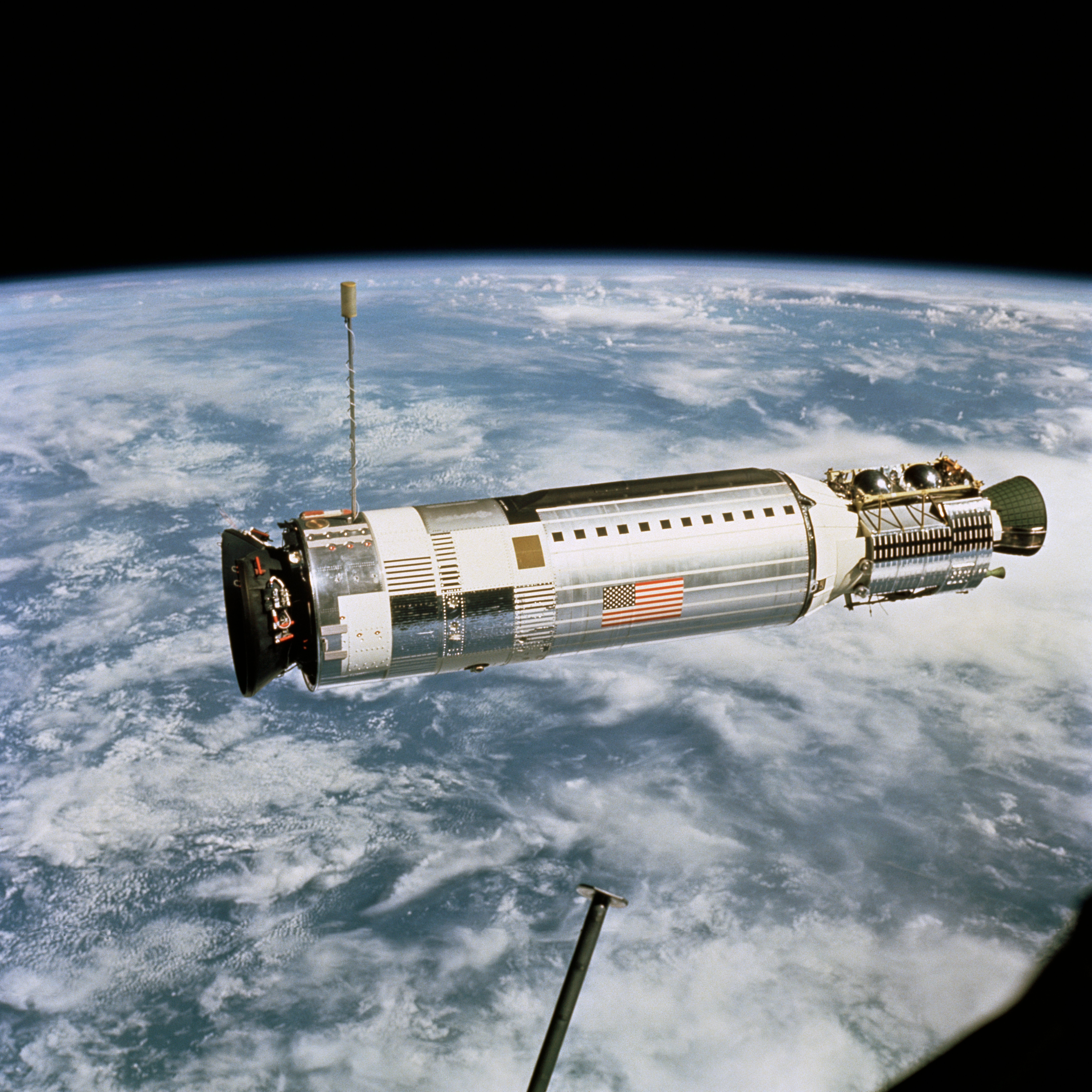
Il satellite Agena

Il satellite GATV-12, al quale Gemini 12 doveva agganciarsi, venne lanciato mediante un razzo vettore del tipo Atlas un'ora e mezza prima del lancio della capsula Gemini. Lovell e Aldrin agganciarono i due veicoli spaziali durante la loro terza orbita intorno alla Terra. Tale manovra venne pilotata usando un sestante a sostegno della navigazione e dirigendo la capsula verso il satellite pilotando a vista. Infatti l'apparecchio radar di bordo non funzionava correttamente.
Come per Gemini 11 le riserve di carburante furono sufficienti per ripetere più volte la manovra d'aggancio. Siccome durante il lancio del satellite del tipo Agena erano sorti dei problemi, si rinunciò a riaccendere il razzo propulsore del GATV-12, per eseguire una manovra di cambio di traiettoria, cioè lanciare i due veicoli agganciati in un'orbita più alta.
Invece di eseguire tale manovra, venne assunto nel programma di volo l'osservazione di un'eclissi solare in corso sopra i paesi del sudamerica.
Poco dopo, l'astronauta Aldrin iniziò a prepararsi per la sua prima attività extraveicolare. Al contrario di precedenti missioni Gemini, fu programmato di eseguire come prima di queste attività una Stand-Up-EVA durante la quale l'astronauta in pratica rimane in piedi nella navicella spaziale con l'apposito abbaino aperto. Aldrin esegui volutamente tutti i movimenti in maniera particolarmente lenta onde poter osservare tutte le sue reazioni relative e così poterle confrontare con l'attività extraveicolare vera e propria, cioè quando avrebbe lasciato completamente l'astronave rimanendovi agganciato mediante l'apposita corda di sicurezza. Questa prima EVA ebbe una durata di 2 ore e 20 minuti.

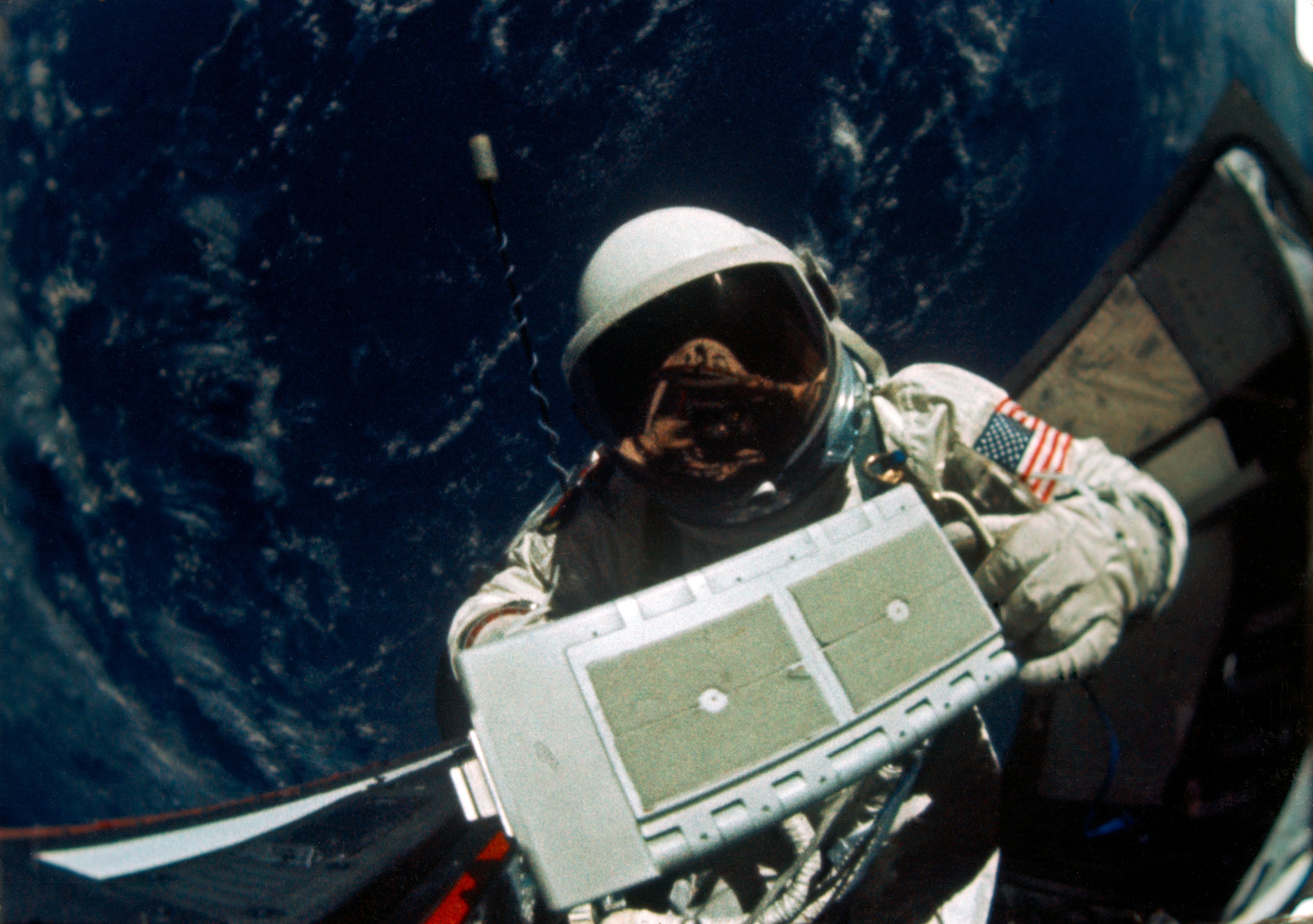
Aldrin nella sua attività EVA

Il giorno successivo, Aldrin lasciò la capsula completamente ed eseguì diversi lavori, sia al satellite GATV-12 come pure alla capsula Gemini direttamente. Fu addirittura in grado di pulire dall'esterno i vetri della capsula, dato che vetri sporchi avevano causato diversi inconvenienti durante precedenti missioni del programma.
Un'ulteriore Stand-up EVA, della durata di un'ora, venne eseguita il giorno successivo.
Dopo cinquantanove orbite intorno alla Terra, vennero accesi i retrorazzi frenanti di Gemini 12, onde iniziare con la fase di rientro nell'atmosfera terrestre. Proprio durante questa fase, addirittura negli attimi di maggior forza di attrito, una borsa contenente diversi utensili si staccò dalla parete della capsula Gemini, alla quale era stata attaccata mediante un nastro a strappo del tipo Klett, finendo direttamente sul grembo di Lovell, che non ebbe il coraggio di afferrare tale borsa e di muoversi, in quanto aveva osservato che la borsa si era incastrata direttamente vicino alla leva che azionava il congegno di catapulta dei sedili degli astronauti, fatto che in tale scenario della fase di rientro sarebbe stato fatale per l'equipaggio.
Grazie ai nervi saldi di Lovell, Gemini 12 atterrò senza problemi a 4,8 chilometri dal punto di atterraggio calcolato. Gli astronauti vennero recuperati da un elicottero e portati a bordo della portaerei USS Wasp - già nave di recupero delle missioni Gemini 4, Gemini 6, Gemini 7 e Gemini 9.

## Importanza per il programma Gemini
Nonostante piccoli inconvenienti di volo, la missione di Gemini 12 poté essere considerata la conclusione con successo del programma Gemini. Infatti si riuscì più volte ad agganciare due veicoli spaziali in orbita. Le tre attività extraveicolari eseguite dall'astronauta Aldrin, inoltre, avevano fornito importantissime conoscenze per il futuro lavoro nello spazio.
Dato che questa era l'ultima missione del programma Gemini ed era stata conclusa con successo, la NASA poté iniziare a concentrarsi esclusivamente al programma Apollo, che aveva lo scopo dichiarato di portare l'uomo sulla Luna. Infatti, già da diversi mesi gli astronauti Gus Grissom, Edward H.White e Roger B.Chaffee si stavano preparando per volare quale primo equipaggio in una missione dello spazio del programma Apollo. Tre lanci privi di equipaggio del programma erano già stati svolti con successo e la prima missione con equipaggio era dunque in programma per la primavera del 1967. La tragedia dell'Apollo 1 del 27 gennaio 1967 impedì tale programma.